# Chained to the Rhythm
Chained to the Rhythm este o melodie a cântăreței americane Katy Perry, care a servit drept single principal al celui de-al cincilea album de studio, Witness. Conține vocea cântăreței jamaicane Skip Marley. Artiștii au co-scris piesa împreună cu producătorii săi Max Martin și Ali Payami, cu scrieri suplimentare de la Sia. Capitol Records a lansat piesa pe 10 februarie 2017, ca o descărcare digitală. Chained to the Rhythm este o melodie pop, disco și dancehall, cu versuri despre conștientizarea societății.